# توتس هیبرت
توتس هیبِرت (انگلیسی: Toots Hibbert; ۸ دسامبر ۱۹۴۲ – ۱۱ سپتامبر ۲۰۲۰) موسیقی‌دان و ترانه‌ساز و خوانندهٔ سبک‌های رگی و اسکای اهل جامائیکا بود که بین سال‌های ۱۹۶۱ تا ۲۰۲۰ میلادی فعالیت می‌کرد. او رهبر و خوانندهٔ اصلی گروه موسیقی تأثیرگذار توتس و مایتالس بود.